# Андреассен, Элизабет
Элизабет Гунилла Андреассен — норвежско-шведская певица. Участница Евровидения 1982, 1985, 1994 и 1996.

## Личная жизнь
Родилась 28 марта 1958 года в Гётеборге.
В возрасте 36 лет, 2 июля 1994 года, Элизабет вышла замуж за Тора Андреассена. 13 июня 2016 года её супруг умер от сердечного приступа.
Сейчас певица живёт в Уллерне с двумя дочерьми, 1995 и 1997 года рождения.

## Карьера
В 26 лет она встретилась со шведским музыкантом и телеведущем Лассе Хольмоми, который обратил внимание на её талант. Благодаря ему карьера Элизабет получила мощный толчок к успеху. Сначала её продюсировал Лейбл Берт Карлссон, а в 1980 году она присоединилась к группе Лассе Чипс, который участвовал в конкурсе песни «Евровидение 1982» с песней «Dag efter dag» (" День за днем ") и занял 8-е место. Он помог Элизабет выступить на «Евровидение» 1985 года, в котором она и Ханна Крог выиграли.
Всего Элизабет пыталась пробиться на Евровидение четырнадцать раз: семь раз от Норвегии и семь раз от Швеции, и это абсолютный рекорд среди всех исполнителей. В итоге они проходила в финал конкурса четыре раза: в 1982-м (в составе шведского дуэта "Chips", 8-е место), в 1985-м (в составе норвежского дуэта "Bobbysocks!", 1-е место), в 1994-м (в составе норвежского дуэта с Яном Даниэльсеном, 6-е место) и в 1996-м годах (сольно от Норвегии с композицией "I Evighet", 2-е место).

## Хиты
- Då lyser en sol (1981)
- Killen ner 'på Konsum svär att han är Elvis (Парень работает на Чипчопе, клянется, что он Элвис) (1981)
- Снова вместе (1981)
- Бог моргона (доброе утро) (1981) (как чипсы)
- Dag efter dag (День за днем) (1982) (как чипсы)
- La det swinge (Пусть это качается) (1985) (как Bobbysocks)
- Энгель и натт (1985)
- Кисточка Тиссель (1985)
- В ожидании утра (1986) (как Bobbysocks)
- Danse mot vår (Серенада весне) (1992)
- Я evighet (Вечность) (1996) (Wir sind dabei) (1998)
- Пепита дансар (1997)
- Lys og varme (2001)
- Vem é dé du vill ha (2002) (как Кикки, Беттан и Лотта)